# Северин (папа)
Северин (лат. Severinus; ? — 2 серпня 640, Рим) — сімдесят перший папа Римський (28 травня 640—2 серпня 640), римлянин, син Авенія. Був обраний папою на третій день після смерті папи Гонорія I, проте впродовж півтора року не отримував затвердження візантійського імператора Іраклія. Умовою отримання згоди імператора було визнання Северином Ектезиса монофелітів, який полягав у тому, що Ісус Христос мав одну волю. Вважається, що Северин не визнав Ектезис, проте екзарх Равенни Ісаак висловив від імені імператора згоду на його обрання папою.